# Кинофестиваль в Авориазе
Международный фестиваль фантастических фильмов в Авориазе (Аворья) — один из наиболее знаковых кинофорумов, проводимых во французском городе Аворья́ (Авориазе) в 1973—1993 годах для кинолент в жанре кинофантастики и фильмов ужасов.

## История
Международный фестиваль фантастических фильмов в Авориазе (Festival international d’Avoriaz du film fantastique) проводился ежегодно во второй-третьей декаде января с 1973 по 1993 годы во Франции.
Фестиваль был поддержан миром туристического бизнеса и фирмами, развивающими горнолыжный спорт. Это мероприятие во многом было обязано раскрутке горнолыжного курорта во французских Альпах, на высоте 2000 метров в небольшой деревушке Аворья (Авориаз) на вершине Верхней Савойи, вблизи швейцарской границы, где компания «Пьер и Ваканс» возвела горнолыжную станцию.
В 1973 году фестиваль в Авориазе впервые предложил свою программу, и первым его лауреатом, получившим Гран-при, стал тогда американский кинорежиссёр Стивен Спилберг со своей телелентой «Дуэль», сделавшей известным имя дебютанта-постановщика. Планка, поднятая первым лауреатом, требовала, чтобы и в последующие годы картины были под стать. И хотя год на год не приходился, бывали периоды «ужасного и бесфантастического безвременья», но отборочная комиссия умудрилась отбирать такие работы, как будто бы не было кризисов жанра.
В разные годы жюри фестиваля возглавляли крупнейшие мастера мирового экрана: Рене Клеман, Микеланджело Антониони, Сидни Поллак, Жанна Моро, Роберт де Ниро, Роман Полански, Сидни Люмет, Джерри Шатцберг, Роджер Корман, Уильям Фридкин, Стивен Спилберг, Майкл Чимино. Но и просто быть приглашённым в состав распределителей премий Авориаза было почётно, среди членов жюри было много не просто уважаемых в мире кино и мировой культуры знаменитостей, а целое созвездие легендарных личностей: Сергей Бондарчук, Франсуаза Саган, Аньес Варда, Эжен Ионеско.
В 1983 году в программу фестиваля были внесены картины, снятые для видео (для них создавалось специальное жюри).
Как правило, в числе номинаций фестиваля были полнометражные и короткометражные ленты. Для «полного метра» высшей наградой был Гран-при. Для короткометражных лент была учреждена «Золотая медаль». Существовали также специальные призы жюри и призы критики. На нескольких форумах учреждались премии для исполнителей мужских и женских главных ролей. Позже были выделены номинации по разделам «фильмы ужасов» и «фантастические фильмы», но вручались, впрочем, эти раздельные награды нерегулярно. Телевизионная компания «Antenne 2» в конце 1970-х годов учредила премию «Золотая антенна».
Своё триумфальное шествие с альпийских вершин Авориаза начинали перспективные мастера жанра, ставшие здесь лауреатами и призёрами: Джордж Миллер «Безумный Макс», Люк Бессон со своим чёрно-белым дебютом «Последняя битва», Джеймс Кэмерон «Терминатор», Уэс Крейвен «Кошмар на улице Вязов», Тоуб Хупер «Разрежь меня на части!», Джон Карпентер «Хэллоуин» и «Туман», Дэвид Линч «Голова-ластик»
Маститые мастера, уже имевшие за плечами творческие успехи, тоже почитали за честь участвовать в Авориазе, сверяясь с фестивалем как с индикатором жанровой моды: Брайан де Пальма «Призрак рая» и «Кэрри», Алан Пакула «Заговор «Параллакс»» и «Любовник из мечты», Джордж Ромеро «Обезьяна-убийца».
В любом качестве премия Авориаза была пропуском в мир инновационного кино и свидетельством о зачислении создателей в высшую лигу кинофантастики и киноужаса. Исключения лишь подтверждали основное правило: уровень премиальных лент Авориаза был камертоном для создателей мирового жанрового фантастического кино. Лишь в 80-е годы и начале 90-х стала проскальзывать политкорректность жюри, вручившего премии фильмам из стран Восточной Европы, о которых быстро забыли. Но даже среди них были крепкие ленты, которые принято указывать в разделе «другое кино» или даже «странное кино» (например, советский фильм А. Кайдановского «Жена керосинщика», 1990).
Показателем строгости подхода жюри станет тот факт, что в числе не награждённых в Авориазе фильмов оказались такие общепризнанные жанровые картины как «Ужасный доктор Файбс» с Винсентом Прайсом в главной роли, «Кристина» режиссёра Джона Карпентера, или такие авторы как Ларс фон Триер «Элемент преступления».
Шли годы, Авориаз поднялся как курортный городок мирового уровня, и назрела необходимость сделать переоценку жанрового смотра. Постепенно заговорили о том, что хоть закрывать фестиваль и не стоит, но необходимо перенести его на новую площадку, где можно было бы с одной стороны, сохранить традиции Авориаза, а с другой — расширить тематику и привнести новую струю в неумирающие жанры ужаса и фантастики на пороге нового тысячелетия.
Последний раз международный фестиваль фантастических фильмов в Авориазе проводился в 1993 году. С 1994 года эстафету по проведению смотров кинофантастики от Аворьи приняло другое курортное местечко во Франции Жерармер, где до сей поры проводится Международный фестиваль фантастических фильмов в Жерармере — (Festival de Gerardmer — Fantastic’Arts).

## Лауреаты фестиваля
1973
- Гран-при: «Дуэль»

1974
- Гран-при: «Зелёный сойлент»

1975
- Гран-при: «Призрак рая»

1976
- Гран-при: не присуждался

1977
- Гран-при: «Кэрри»

1978
- Гран-при: «Замкнутый круг»

1979
- Гран-при: «Патрик»

1980
- Гран-при: «Путешествие в машине времени»

1981
- Гран-при: «Человек-слон»

1982
- Гран-при: «Безумный Макс 2: Воин дорог»

1983
- Гран-при:«Тёмный кристалл»

1984
- Гран-при: «Лифт»

1985
- Гран-при: «Терминатор»

1986
- Гран-при: «Любовник из мечты»

1987
- Гран-при: «Голубой бархат»

1988
- Гран-при: «Скрытый враг»

1989
- Гран-при по разделу «фантастика»: «Связанные насмерть»
- Гран-при по разделу «странные фильмы»: «Бумажный дом»

1990
- Гран-при по разделу «фантастика»: «Я — безумец»
- Гран-при по разделу «странные фильмы»: «Жена керосинщика»

1991
- Гран-при: «Сказки с тёмной стороны»

1992
- Гран-при: «Побег из кинотеатра 'Свобода'»

1993
- Гран-при: «Живая мертвечина»